# Ruth Segomotsi Mompati
Ruth Segomotsi Mompati (* 14. September 1925 in Tlapeng Village bei Ganyesa, Transvaal; † 12. Mai 2015 in Kapstadt) war eine südafrikanische Aktivistin, Politikerin des African National Congress (ANC) und südafrikanische Diplomatin.

## Leben
Ruth Mompati wuchs in einer Familie mit weiteren fünf Geschwistern in Tlapeng auf, ein Dorf in der Umgebung von Ganyesa. Ihr Vater war Landarbeiter, ging aber später in den Bergbau bei Kimberley und Klerksdorp. Die Mutter war zunächst Hausfrau und fand nach dem Tod des Vaters eine Tätigkeit als Wäscherin. Drei Geschwisterkinder verstarben in frühen Jahren. Ruth und die beiden anderen wurden zunächst von der Mutter unterrichtet. Später besuchte sie die United Vryburg Primary School (1933–1936) und die United Vryburg Higher Primary School (1937–1940) in Huhudi. Sie vollendete ihre Schulzeit an der Tigerkloof Institution of Education (LMS), die sie mit dem Native Lower Primary Certificate verlassen konnte.
Ihr Lehrerdiplom erwarb sie am Tiger Kloof Teachers Training College. Mit 19 Jahren begann sie zu unterrichten. Von 1944 bis 1952 lehrte sie an der Tiger Kloof Primary School in Dithakwaneng sowie an der Vryburg United Higher Mission. 1952 musste sie diese Tätigkeit beenden, weil nach ihrer Eheschließung die Gesetzgebung für Frauen den Lehrerberuf versagte. Sie ging nach Johannesburg und trat in Orlando dem ANC bei.
1952 nahm sie an der Defiance Campaign teil, von 1953 bis 1961 war sie Sekretärin in der Rechtsanwaltskanzlei von Nelson Mandela und Oliver Tambo. 1956 gehörte sie zu den zentralen Organisatoren des am 9. August durchgeführten „Marsch der 20.000“ zu den Regierungsgebäuden in Pretoria, um gegen die Reference Books für Frauen zu demonstrieren.
1962 ging sie nach Tansania ins Exil. Sie trat auch in den MK ein und absolvierte 1963 als eine der ersten Frauen des ANC eine militärische Ausbildung in der Sowjetunion.
Von 1962 bis 1972 leitete sie die Abteilung Frauen des ANC in Tansania. 1966 bis 1976 war sie Bürovorsteherin des ANC-Vorsitzenden. Von 1966 bis 1973 war sie Mitglied der Geschäftsführung des ANC. 1976 bis 1980 leitete sie die Frauenstiftung Intl Democratic Foundation. Von 1981 bis 1984 vertrat sie den ANC in London. Ab 1985 gehörte sie zur ANC-Delegation bei den Gesprächen mit der südafrikanischen Regierung. Von 1989 bis 1990 leitete sie den politischen Arm des ANC in Lusaka, 1990 war sie Mitglied der politisch-militärischen Arbeitskommission.
Von 1991 bis 1994 leitete sie den ANC-Rat für religiöse Angelegenheiten und führte den Vorsitz beim ANC-Kongress in Kimberley. 1994 bis 1996 war sie Mitglied der Nationalversammlung. Von 1996 bis 2000 war sie Botschafterin in Bern.
Von 2001 bis 2011 war sie zwei Amtsperioden Bürgermeisterin von Vryburg. Am 15. Juni 2004 taufte sie auf der Howaldtswerke-Deutsche Werft in Kiel ein U-Boot-Klasse 209 auf den Namen Manthatisi und die Korvette Mendi.

## Ehrungen
- 1996: Honorary Masters Degree in Education von der North West University in Mahikeng,[8]
- 1996: Dr Ruth Segomotsi Mompati Scholarship Fund der Huston-Tillotson University (UMC) in Austin,[8]
- 1998: Ehrendoktor der Medical University of South Africa,[8]
- 1999: Order of Meritorious Service in Silber,[9]
- 2004: Human Rights and Democracy Award,[2]
- 2008: Umbenennung des südafrikanischen Distrikts Bophirima in Dr Ruth Segomotsi Mompati,[10]
- 2014: Mahatma Gandhi Satyagraha Award durch den Gandhi Development Trust,[2][11]
- 2014: Verleihung des Isitwalandwe durch ANC-Präsident Jacob Zuma,[2]
- 2015: Ubuntu: O. R. Tambo Lifetime Achievement in Diplomacy Award.[2]

Ferner gibt es einen Dr Ruth Segomotsi Mompati Bursary Fund, der finanzielle Hilfe für junge Menschen leistet, welche künftig Finanzwirtschaft, Informatik, Landwirtschaft, Maschinenbau, Medizin, Sport oder Tourismuswirtschaft studieren möchten. Voraussetzungen für die Gewährung einer Unterstützung ist deren südafrikanische Staatsbürgerschaft, sie müssen aus der Dr Ruth Segomotsi Mompati District Municipality stammen, gute Schulleistungen vorweisen und aus sozialschwachen Lebensverhältnissen kommen.
2009 initiierte sie die mit ihrem Namen benannte Ruth Segomotsi Mompati Foundation, eine durch Spenden existierende Stiftung, womit eine Hospizeinrichtung am Krankenhaus von Vryburg für unheilbar kranke Menschen geschaffen wurde. Die Stiftung enthüllte am 16. September 2017 auf einem Friedhof in Vryburg einen aufwändig gestalteten Grabstein für Ruth Mompati.